# Eusyllis assimilis
Eusyllis assimilis é uma espécie de anelídeo pertencente à família Syllidae.
A autoridade científica da espécie é Marenzeller, tendo sido descrita no ano de 1875.
Trata-se de uma espécie presente no território português, incluindo a sua zona económica exclusiva.